# سیم ویتس

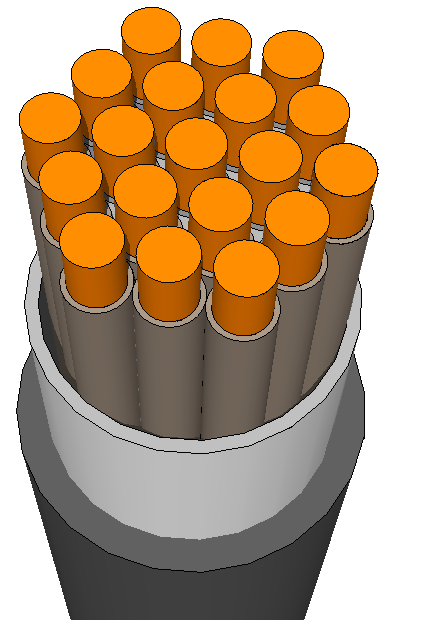

سیم لیتز (انگلیسی: Litz wire) نوعی سیم یا کابل است که به صورت رشته رشته و عایق از یکدیگر به هم بافته شده‌اند. از این کابل در الکترونیک برای حمل جریان متناوب در فرکانس رادیویی استفاده می‌شود. این سیم برای کاهش تلفات ناشی از اثر پوستی و اثر مجاورتی در رساناهای فرکانس بالا چون ۱ مگا هرتز استفاده می‌شود.